# La Bonne Année (chanson)
Pour les articles homonymes, voir Bonne année.
Singles de Mireille Mathieu
Moi c'est la chanson
(1973) Emmène-moi demain avec toi
(1973)
La Bonne Année est une chanson de la chanteuse française Mireille Mathieu sortie en 1973 sous le label Philips. Cette chanson est la musique du film La Bonne Année.